# Salpesia squalida
Salpesia squalida är en spindelart som först beskrevs av Eugen von Keyserling 1883.  Salpesia squalida ingår i släktet Salpesia och familjen hoppspindlar. Inga underarter finns listade i Catalogue of Life.